# .ge
‎.ge‏ دامنه اینترنتی اختصاص دا
ده شده به گرجستان است.